# Keltische Zee
De Keltische Zee (Engels: Celtic Sea, Iers: An Mhuir Cheilteach, Welsh: Y Môr Celtaidd, Cornish: Mor Keltek, Bretons: Ar Mor Keltiek, Frans: Mer Celtique) is als randzee een deel van de Atlantische Oceaan ten zuiden van Ierland. De zee wordt begrensd in het noordoosten door het Sint-Georgekanaal (toegang tot de Ierse Zee) en het Bristolkanaal, in het oosten door Het Kanaal en Golf van Biskaje in het zuiden.
De naam werd geïntroduceerd door E.W.L. Holt in 1921.